# IC 2395
IC 2395 är en öppen stjärnhop som ligger ungefär 5 grader norr om IC 2391. Denna hop går att se med kikare men syns bättre i teleskop. Det är inte direkt någon stjärnrik hop men är ändå värd att titta på och i ett 75 mm teleskop eller till och med ännu mindre får man en bra bild.